# Miramiguoa Park
Miramiguoa Park és una població dels Estats Units a l'estat de Missouri. Segons el cens del 2010 tenia 120 habitants.

## Geografia
Segons l'Oficina del Cens dels Estats Units, el poble té una superfície total de 039 milles quadrades (101.01 km2), tot terreny.

## Demografia

### Cens del 2000
Segons el cens del 2000, Miramiguoa Park tenia 127 habitants, 47 habitatges, i 32 famílies. La densitat de població era de 125,7 habitants per km².
Dels 47 habitatges en un 31,9% hi vivien nens de menys de 18 anys, en un 46,8% hi vivien parelles casades, en un 12,8% dones solteres, i en un 29,8% no eren unitats familiars. En el 23,4% dels habitatges hi vivien persones soles el 6,4% de les quals corresponia a persones de 65 anys o més que vivien soles. El nombre mitjà de persones vivint en cada habitatge era de 2,7 i el nombre mitjà de persones que vivien en cada família era de 3,18.
Per edats la població es repartia de la següent manera: un 30,7% tenia menys de 18 anys, un 7,1% entre 18 i 24, un 29,1% entre 25 i 44, un 21,3% de 45 a 60 i un 11,8% 65 anys o més.
L'edat mediana era de 34 anys. Per cada 100 dones de 18 o més anys hi havia 104,7 homes.
La renda mediana per habitatge era de 28.750 $ i la renda mediana per família de 43.750 $. Els homes tenien una renda mediana de 31.000 $ mentre que les dones 25.833 $. La renda per capita de la població era de 12.141 $. Entorn del 10% de les famílies i el 21,4% de la població estaven per davall del llindar de pobresa.

### Cens del 2010
A partir del cens del 2010, hi havia 120 persones, 50 llars, i 32 famílies que vivien al poble. La densitat de població era de 3,077 habitants per milla quadrada (1,188.0/km2). Hi havia 68 unitats d'habitatge amb una densitat mitjana de 1,744 per milles quadrades (673.4/km2). La composició racial del poble era 98,3% Blanc, 0,8% de altres races i 0,8% de dues o més races. Hispans o llatins de qualsevol raça eren l'1,7% de la població.
Hi vivien 50 habitatges, de les quals en un 24% hi vivien nens de menys de 18 anys, en un 46% hi vivien parelles casades, en un 12% dones solteres sense marit, en un 6% mascle. Els amos de la família sense esposa i un 36,0% no eren unitats familiars. En el 34,0% dels habitatges hi vivien persones soles el 12% de les quals corresponia a persones de 65 anys o més que vivien soles. El nombre mitjà de persones vivint en cada habitatge era de 2,40 i el nombre mitjà de persones que vivien en cada família era de 3,00.
La mitjana d'edat al poble era de 45 anys. El 21,7% dels residents eren menors de 18 anys; el 7,6% tenia entre 18 i 24 anys; el 20,9% tenien entre 25 i 44 anys; el 35,8% tenien entre 45 i 64 anys; i el 14,2% tenia 65 anys o més. La composició de gènere del poble era d'un 45,8% d'homes i un 54,2% de dones.

## Poblacions més properes
El següent diagrama mostra les poblacions més properes.